# 2-й провулок Чайковського (Мелітополь)
2-й провулок Чайковського — провулок у місті Мелітополь. Йде від вулиці Миру до вулиці Чайковського.

## Назва
Провулок названий на честь російського композитора Петра Ілліча Чайковського (1840-1893).
У Мелітополі також є однойменні 1-й провулок Чайковського, 3-й провулок Чайковського і вулиця Чайковського.

## Історія
Вперше провулок згадується 27 жовтня 1947 року.